# 异色槭
异色槭（学名：Acer discolor）：又名飞蛾槭，槭树科槭属常绿小乔木或灌木。其种加词“discolor”意为“异色的”。小枝细瘦，无毛；当年生嫩枝紫色，多年生老枝深紫色或深褐色。冬芽小，鳞片边缘微被睫毛，叶革质，卵形或卵状长圆形，长7-17厘米，宽5-9厘米，边缘有稀疏的钝锯齿，通常3裂，有很小的钝形侧裂片，稀不分裂；基部近于心脏形或近于圆形；上面深绿色，无毛，下面通常有白粉；初生脉在上面显著，在下面凸起；侧脉7-8对，在上面不显著，在下面显著；小叶脉在下面成很密的网状；叶柄长2-3厘米，无毛。花单性，同株，成伞房花序；花期5月，果期9月。

## 形态特征
常绿小乔木或灌木。小枝细瘦，无毛；当年生嫩枝紫色，多年生老枝深紫色或深褐色。冬芽小，鳞片边缘微被睫毛，叶革质，卵形或卵状长圆形，长7-17厘米，宽5-9厘米，边缘有稀疏的钝锯齿，通常3裂，有很小的钝形侧裂片，稀不分裂；基部近于心脏形或近于圆形；上面深绿色，无毛，下面通常有白粉；初生脉在上面显著，在下面凸起；侧脉7-8对，在上面不显著，在下面显著；小叶脉在下面成很密的网状；叶柄长2-3厘米，无毛。花单性，同株，成伞房花序；萼片5，黄绿色，三角状披针形，长2毫米，宽0.5毫米；花瓣5,白色，长圆倒卵形，长2毫米，宽1毫米；雄蕊8,伸出花外，长4-5毫米，在雌花中仅有退化雄蕊；花盘无毛，分裂，位于雄蕊外侧；子房被短柔毛，在雄花中不发育，花盘中部仅被一簇茸毛，花柱无毛。翅果黄褐色；小坚果特别凸起，直径5毫米；翅与小坚果共长2.5厘米，宽8毫米，张开成钝角。花期5月，果期9月。